# UAE Tour de 2022
A 4.ª edição do UAE Tour foi uma corrida de ciclismo em estrada por etapas que se celebrou entre 20 e 26 de fevereiro de 2022 nos Emirados Árabes Unidos.
A corrida fez parte do UCI WorldTour de 2022, calendário de máximo nível mundial, sendo a primeira corrida de dito circuito e foi vencida pelo esloveno Tadej Pogačar do UAE Emirates. Completaram o pódio, como segundo e terceiro classificado respectivamente, o britânico Adam Yates do Ineos Grenadiers e o espanhol Pello Bilbao do Bahrain Victorious.

## Equipas participantes
Tomaram parte na corrida 20 equipas: 17 de categoria UCI WorldTeam e 3 de categoria UCI ProTeam. Formaram assim um pelotão de 126 ciclistas dos que acabaram 122. As equipas participantes foram:
| Equipes WorldTeam (17)- AG2R Citroën Team - Astana Qazaqstan Team - Bahrain Victorious - Bora-Hansgrohe - EF Education-EasyPost - Groupama-FDJ - Ineos Grenadiers - Intermarché-Wanty-Gobert Matériaux - Israel-Premier Tech - Jumbo-Visma - Lotto-Soudal - Movistar Team - Quick-Step Alpha Vinyl - BikeExchange-Jayco - Team DSM - Trek-Segafredo - UAE Team Emirates Equipes ProTeam (3)- Gazprom-RusVelo - Alpecin-Fenix - Bardiani-CSF-Faizanè |
| |

## Percurso
O UAE Tour dispõe de sete etapas dividido em quatro etapas planas, uma contrarrelógio individual, e duas etapas de montanha para um percurso total de 1058 quilómetros.
| Etapa | Data    | Percurso                                   | type                      | Distância (km) | Elevação (m) | Vencedor         | Líder geral      |
| ----- | ------- | ------------------------------------------ | ------------------------- | -------------- | ------------ | ---------------- | ---------------- |
| 1     | 20 fev. | Madinat Zayed – Madinat Zayed              | etapa plana               | 185            | 1 305 m      | Jasper Philipsen | Jasper Philipsen |
| 2     | 21 fev. | Al Hudayriat Island – Abu Dhabi Breakwater | etapa plana               | 173            | 319 m        | Mark Cavendish   | Jasper Philipsen |
| 3     | 22 fev. | Ajman (cidade) – Ajman (cidade)            | contrarrelógio individual | 9              | 9 m          | Stefan Bissegger | Stefan Bissegger |
| 4     | 23 fev. | Fujairah Fort – Jebel Jais                 | alta montanha             | 181            | 2 645 m      | Tadej Pogačar    | Tadej Pogačar    |
| 5     | 24 fev. | Ras al-Khaimah – Al Marjan Island          | etapa plana               | 182            | 542 m        | Jasper Philipsen | Tadej Pogačar    |
| 6     | 25 fev. | Expo 2020 – Expo 2020                      | etapa plana               | 180            | 387 m        | Mathias Vacek    | Tadej Pogačar    |
| 7     | 26 fev. | Al Ain – Jabal Hafit                       | alta montanha             | 148            | 1 375 m      | Tadej Pogačar    | Tadej Pogačar    |

## Desenvolvimento da corrida

### 1.ª etapa
| Madinat Zayed - Madinat Zayed | etapa plana | (185 km) |

| \| Classificação por etapas \| Classificação por etapas \| Classificação por etapas \| Classificação por etapas \| Classificação por etapas \| \| Ciclista \| Ciclista \| Equipe \| Tempo \| \| \| ------------------------ \| ------------------------ \| ---------------------------------- \| ------------------------ \| ------------------------ \| \| 1. \| Jasper Philipsen \| Alpecin-Fenix \| 4h42m34s \| \| \| 2. \| Sam Bennett \| Bora-Hansgrohe \| + 0s \| \| \| 3. \| Elia Viviani \| Ineos Grenadiers \| + 0s \| \| \| 4. \| Dylan Groenewegen \| BikeExchange-Jayco \| + 0s \| \| \| 5. \| Emīls Liepiņš \| Trek-Segafredo \| + 0s \| \| \| 6. \| Arnaud Démare \| Groupama-FDJ \| + 0s \| \| \| 7. \| Max Kanter \| Movistar Team \| + 0s \| \| \| 8. \| Olav Kooij \| Jumbo-Visma \| + 0s \| \| \| 9. \| Tom Devriendt \| Intermarché-Wanty-Gobert Matériaux \| + 0s \| \| \| 10. \| Pascal Ackermann \| UAE Team Emirates \| + 0s \| \| |                   |                                    |          |
| |                   |                                    |          |
| Fonte: ProCyclingStats |                   |                                    |          |
| Classificação por etapas |                   |                                    |          |
| Ciclista | Ciclista          | Equipe                             | Tempo    |
| 1. | Jasper Philipsen  | Alpecin-Fenix                      | 4h42m34s |
| 2. | Sam Bennett       | Bora-Hansgrohe                     | + 0s     |
| 3. | Elia Viviani      | Ineos Grenadiers                   | + 0s     |
| 4. | Dylan Groenewegen | BikeExchange-Jayco                 | + 0s     |
| 5. | Emīls Liepiņš     | Trek-Segafredo                     | + 0s     |
| 6. | Arnaud Démare     | Groupama-FDJ                       | + 0s     |
| 7. | Max Kanter        | Movistar Team                      | + 0s     |
| 8. | Olav Kooij        | Jumbo-Visma                        | + 0s     |
| 9. | Tom Devriendt     | Intermarché-Wanty-Gobert Matériaux | + 0s     |
| 10. | Pascal Ackermann  | UAE Team Emirates                  | + 0s     |

| \| Classificação geral \| Classificação geral \| Classificação geral \| Classificação geral \| Classificação geral \| \| Ciclista \| Ciclista \| Equipe \| Tempo \| \| \| ------------------- \| ------------------- \| -------------------- \| ------------------- \| ------------------- \| \| 1. \| Jasper Philipsen \| Alpecin-Fenix \| 4h42m24s \| \| \| 2. \| Sam Bennett \| Bora-Hansgrohe \| + 4s \| \| \| 3. \| Dmitry Strakhov \| Gazprom-RusVelo \| + 4s \| \| \| 4. \| Elia Viviani \| Ineos Grenadiers \| + 6s \| \| \| 5. \| Alessandro Tonelli \| Bardiani CSF Faizanè \| + 6s \| \| \| 6. \| Xandres Vervloesem \| Lotto-Soudal \| + 8s \| \| \| 7. \| Dylan Groenewegen \| BikeExchange-Jayco \| + 10s \| \| \| 8. \| Emīls Liepiņš \| Trek-Segafredo \| + 10s \| \| \| 9. \| Arnaud Démare \| Groupama-FDJ \| + 10s \| \| \| 10. \| Max Kanter \| Movistar Team \| + 10s \| \| |                    |                      |          |
| |                    |                      |          |
| Fonte: ProCyclingStats |                    |                      |          |
| Classificação geral |                    |                      |          |
| Ciclista | Ciclista           | Equipe               | Tempo    |
| 1. | Jasper Philipsen   | Alpecin-Fenix        | 4h42m24s |
| 2. | Sam Bennett        | Bora-Hansgrohe       | + 4s     |
| 3. | Dmitry Strakhov    | Gazprom-RusVelo      | + 4s     |
| 4. | Elia Viviani       | Ineos Grenadiers     | + 6s     |
| 5. | Alessandro Tonelli | Bardiani CSF Faizanè | + 6s     |
| 6. | Xandres Vervloesem | Lotto-Soudal         | + 8s     |
| 7. | Dylan Groenewegen  | BikeExchange-Jayco   | + 10s    |
| 8. | Emīls Liepiņš      | Trek-Segafredo       | + 10s    |
| 9. | Arnaud Démare      | Groupama-FDJ         | + 10s    |
| 10. | Max Kanter         | Movistar Team        | + 10s    |

### 2.ª etapa
| Al Hudayriat Island - Abu Dhabi Breakwater | etapa plana | (173 km) |

| \| Classificação por etapas \| Classificação por etapas \| Classificação por etapas \| Classificação por etapas \| Classificação por etapas \| \| Ciclista \| Ciclista \| Equipe \| Tempo \| \| \| ------------------------ \| ------------------------ \| ---------------------------------- \| ------------------------ \| ------------------------ \| \| 1. \| Mark Cavendish \| Quick-Step Alpha Vinyl \| 4h20m45s \| \| \| 2. \| Jasper Philipsen \| Alpecin-Fenix \| + 0s \| \| \| 3. \| Pascal Ackermann \| UAE Team Emirates \| + 0s \| \| \| 4. \| Olav Kooij \| Jumbo-Visma \| + 0s \| \| \| 5. \| Arnaud Démare \| Groupama-FDJ \| + 0s \| \| \| 6. \| Matteo Malucelli \| Gazprom-RusVelo \| + 0s \| \| \| 7. \| Emīls Liepiņš \| Trek-Segafredo \| + 0s \| \| \| 8. \| Tom Devriendt \| Intermarché-Wanty-Gobert Matériaux \| + 0s \| \| \| 9. \| Michaek Schwarzmann \| Lotto-Soudal \| + 0s \| \| \| 10. \| Marijn van den Berg \| EF Education-EasyPost \| + 0s \| \| |                     |                                    |          |
| |                     |                                    |          |
| Fonte: ProCyclingStats |                     |                                    |          |
| Classificação por etapas |                     |                                    |          |
| Ciclista | Ciclista            | Equipe                             | Tempo    |
| 1. | Mark Cavendish      | Quick-Step Alpha Vinyl             | 4h20m45s |
| 2. | Jasper Philipsen    | Alpecin-Fenix                      | + 0s     |
| 3. | Pascal Ackermann    | UAE Team Emirates                  | + 0s     |
| 4. | Olav Kooij          | Jumbo-Visma                        | + 0s     |
| 5. | Arnaud Démare       | Groupama-FDJ                       | + 0s     |
| 6. | Matteo Malucelli    | Gazprom-RusVelo                    | + 0s     |
| 7. | Emīls Liepiņš       | Trek-Segafredo                     | + 0s     |
| 8. | Tom Devriendt       | Intermarché-Wanty-Gobert Matériaux | + 0s     |
| 9. | Michaek Schwarzmann | Lotto-Soudal                       | + 0s     |
| 10. | Marijn van den Berg | EF Education-EasyPost              | + 0s     |

| \| Classificação geral \| Classificação geral \| Classificação geral \| Classificação geral \| Classificação geral \| \| Ciclista \| Ciclista \| Equipe \| Tempo \| \| \| ------------------- \| ------------------- \| ---------------------- \| ------------------- \| ------------------- \| \| 1. \| Jasper Philipsen \| Alpecin-Fenix \| 9h03m03s \| \| \| 2. \| Dmitry Strakhov \| Gazprom-RusVelo \| + 4s \| \| \| 3. \| Mark Cavendish \| Quick-Step Alpha Vinyl \| + 6s \| \| \| 4. \| Sam Bennett \| Bora-Hansgrohe \| + 10s \| \| \| 5. \| Pascal Ackermann \| UAE Team Emirates \| + 12s \| \| \| 6. \| Elia Viviani \| Ineos Grenadiers \| + 12s \| \| \| 7. \| Michael Kukrle \| Gazprom-RusVelo \| + 12s \| \| \| 8. \| Alessandro Tonelli \| Bardiani CSF Faizanè \| + 12s \| \| \| 9. \| Xandres Vervloesem \| Lotto-Soudal \| + 14s \| \| \| 10. \| Arnaud Démare \| Groupama-FDJ \| + 16s \| \| |                    |                        |          |
| |                    |                        |          |
| Fonte: ProCyclingStats |                    |                        |          |
| Classificação geral |                    |                        |          |
| Ciclista | Ciclista           | Equipe                 | Tempo    |
| 1. | Jasper Philipsen   | Alpecin-Fenix          | 9h03m03s |
| 2. | Dmitry Strakhov    | Gazprom-RusVelo        | + 4s     |
| 3. | Mark Cavendish     | Quick-Step Alpha Vinyl | + 6s     |
| 4. | Sam Bennett        | Bora-Hansgrohe         | + 10s    |
| 5. | Pascal Ackermann   | UAE Team Emirates      | + 12s    |
| 6. | Elia Viviani       | Ineos Grenadiers       | + 12s    |
| 7. | Michael Kukrle     | Gazprom-RusVelo        | + 12s    |
| 8. | Alessandro Tonelli | Bardiani CSF Faizanè   | + 12s    |
| 9. | Xandres Vervloesem | Lotto-Soudal           | + 14s    |
| 10. | Arnaud Démare      | Groupama-FDJ           | + 16s    |

### 3.ª etapa
| Ajman (cidade) - Ajman (cidade) | contrarrelógio individual | (9 km) |

| \| Classificação por etapas \| Classificação por etapas \| Classificação por etapas \| Classificação por etapas \| Classificação por etapas \| \| Ciclista \| Ciclista \| Equipe \| Tempo \| \| \| ------------------------ \| ------------------------ \| ------------------------ \| ------------------------ \| ------------------------ \| \| 1. \| Stefan Bissegger \| EF Education-EasyPost \| 9m43s \| \| \| 2. \| Filippo Ganna \| Ineos Grenadiers \| + 7s \| \| \| 3. \| Tom Dumoulin \| Jumbo-Visma \| + 14s \| \| \| 4. \| Tadej Pogačar \| UAE Team Emirates \| + 18s \| \| \| 5. \| João Almeida \| UAE Team Emirates \| + 22s \| \| \| 6. \| Mikkel Bjerg \| UAE Team Emirates \| + 24s \| \| \| 7. \| Stefan de Bod \| Astana Qazaqstan Team \| + 24s \| \| \| 8. \| Aleksandr Vlasov \| Bora-Hansgrohe \| + 25s \| \| \| 9. \| Johan Price-Pejtersen \| Bahrain Victorious \| + 26s \| \| \| 10. \| Jasper Philipsen \| Alpecin-Fenix \| + 28s \| \| |                       |                       |       |
| |                       |                       |       |
| Fonte: ProCyclingStats |                       |                       |       |
| Classificação por etapas |                       |                       |       |
| Ciclista | Ciclista              | Equipe                | Tempo |
| 1. | Stefan Bissegger      | EF Education-EasyPost | 9m43s |
| 2. | Filippo Ganna         | Ineos Grenadiers      | + 7s  |
| 3. | Tom Dumoulin          | Jumbo-Visma           | + 14s |
| 4. | Tadej Pogačar         | UAE Team Emirates     | + 18s |
| 5. | João Almeida          | UAE Team Emirates     | + 22s |
| 6. | Mikkel Bjerg          | UAE Team Emirates     | + 24s |
| 7. | Stefan de Bod         | Astana Qazaqstan Team | + 24s |
| 8. | Aleksandr Vlasov      | Bora-Hansgrohe        | + 25s |
| 9. | Johan Price-Pejtersen | Bahrain Victorious    | + 26s |
| 10. | Jasper Philipsen      | Alpecin-Fenix         | + 28s |

| \| Classificação geral \| Classificação geral \| Classificação geral \| Classificação geral \| Classificação geral \| \| Ciclista \| Ciclista \| Equipe \| Tempo \| \| \| ------------------- \| ------------------- \| --------------------- \| ------------------- \| ------------------- \| \| 1. \| Stefan Bissegger \| EF Education-EasyPost \| 9h13m02s \| \| \| 2. \| Filippo Ganna \| Ineos Grenadiers \| + 7s \| \| \| 3. \| Jasper Philipsen \| Alpecin-Fenix \| + 12s \| \| \| 4. \| Tom Dumoulin \| Jumbo-Visma \| + 14s \| \| \| 5. \| Tadej Pogačar \| UAE Team Emirates \| + 18s \| \| \| 6. \| João Almeida \| UAE Team Emirates \| + 22s \| \| \| 7. \| Stefan de Bod \| Astana Qazaqstan Team \| + 24s \| \| \| 8. \| Aleksandr Vlasov \| Bora-Hansgrohe \| + 25s \| \| \| 9. \| Neilson Powless \| EF Education-EasyPost \| + 28s \| \| \| 10. \| Adam Yates \| Ineos Grenadiers \| + 29s \| \| |                  |                       |          |
| |                  |                       |          |
| Fonte: ProCyclingStats |                  |                       |          |
| Classificação geral |                  |                       |          |
| Ciclista | Ciclista         | Equipe                | Tempo    |
| 1. | Stefan Bissegger | EF Education-EasyPost | 9h13m02s |
| 2. | Filippo Ganna    | Ineos Grenadiers      | + 7s     |
| 3. | Jasper Philipsen | Alpecin-Fenix         | + 12s    |
| 4. | Tom Dumoulin     | Jumbo-Visma           | + 14s    |
| 5. | Tadej Pogačar    | UAE Team Emirates     | + 18s    |
| 6. | João Almeida     | UAE Team Emirates     | + 22s    |
| 7. | Stefan de Bod    | Astana Qazaqstan Team | + 24s    |
| 8. | Aleksandr Vlasov | Bora-Hansgrohe        | + 25s    |
| 9. | Neilson Powless  | EF Education-EasyPost | + 28s    |
| 10. | Adam Yates       | Ineos Grenadiers      | + 29s    |

### 4.ª etapa
| Fujairah Fort - Jebel Jais | alta montanha | (181 km) |

| \| Classificação por etapas \| Classificação por etapas \| Classificação por etapas \| Classificação por etapas \| Classificação por etapas \| \| Ciclista \| Ciclista \| Equipe \| Tempo \| \| \| ------------------------ \| ------------------------ \| ---------------------------------- \| ------------------------ \| ------------------------ \| \| 1. \| Tadej Pogačar \| UAE Team Emirates \| 4h49m24s \| \| \| 2. \| Adam Yates \| Ineos Grenadiers \| + 0s \| \| \| 3. \| Aleksandr Vlasov \| Bora-Hansgrohe \| + 0s \| \| \| 4. \| Ruben Guerreiro \| EF Education-EasyPost \| + 3s \| \| \| 5. \| Damien Howson \| BikeExchange-Jayco \| + 3s \| \| \| 6. \| Romain Bardet \| Team DSM \| + 3s \| \| \| 7. \| Jai Hindley \| Bora-Hansgrohe \| + 3s \| \| \| 8. \| Geoffrey Bouchard \| AG2R Citroën Team \| + 3s \| \| \| 9. \| Jan Hirt \| Intermarché-Wanty-Gobert Matériaux \| + 3s \| \| \| 10. \| Pello Bilbao \| Bahrain Victorious \| + 3s \| \| |                   |                                    |          |
| |                   |                                    |          |
| Fonte: ProCyclingStats |                   |                                    |          |
| Classificação por etapas |                   |                                    |          |
| Ciclista | Ciclista          | Equipe                             | Tempo    |
| 1. | Tadej Pogačar     | UAE Team Emirates                  | 4h49m24s |
| 2. | Adam Yates        | Ineos Grenadiers                   | + 0s     |
| 3. | Aleksandr Vlasov  | Bora-Hansgrohe                     | + 0s     |
| 4. | Ruben Guerreiro   | EF Education-EasyPost              | + 3s     |
| 5. | Damien Howson     | BikeExchange-Jayco                 | + 3s     |
| 6. | Romain Bardet     | Team DSM                           | + 3s     |
| 7. | Jai Hindley       | Bora-Hansgrohe                     | + 3s     |
| 8. | Geoffrey Bouchard | AG2R Citroën Team                  | + 3s     |
| 9. | Jan Hirt          | Intermarché-Wanty-Gobert Matériaux | + 3s     |
| 10. | Pello Bilbao      | Bahrain Victorious                 | + 3s     |

| \| Classificação geral \| Classificação geral \| Classificação geral \| Classificação geral \| Classificação geral \| \| Ciclista \| Ciclista \| Equipe \| Tempo \| \| \| ------------------- \| ---------------------------- \| --------------------- \| ------------------- \| ------------------- \| \| 1. \| Tadej Pogačar \| UAE Team Emirates \| 14h02m34s \| \| \| 2. \| Filippo Ganna \| Ineos Grenadiers \| + 2s \| \| \| 3. \| Aleksandr Vlasov \| Bora-Hansgrohe \| + 13s \| \| \| 4. \| Adam Yates \| Ineos Grenadiers \| + 15s \| \| \| 5. \| Neilson Powless \| EF Education-EasyPost \| + 23s \| \| \| 6. \| João Almeida \| UAE Team Emirates \| + 28s \| \| \| 7. \| Pello Bilbao \| Bahrain Victorious \| + 35s \| \| \| 8. \| Óscar Rodríguez Garaicoechea \| Movistar Team \| + 38s \| \| \| 9. \| Ruben Guerreiro \| EF Education-EasyPost \| + 40s \| \| \| 10. \| Geoffrey Bouchard \| AG2R Citroën Team \| + 41s \| \| |                              |                       |           |
| |                              |                       |           |
| Fonte: ProCyclingStats |                              |                       |           |
| Classificação geral |                              |                       |           |
| Ciclista | Ciclista                     | Equipe                | Tempo     |
| 1. | Tadej Pogačar                | UAE Team Emirates     | 14h02m34s |
| 2. | Filippo Ganna                | Ineos Grenadiers      | + 2s      |
| 3. | Aleksandr Vlasov             | Bora-Hansgrohe        | + 13s     |
| 4. | Adam Yates                   | Ineos Grenadiers      | + 15s     |
| 5. | Neilson Powless              | EF Education-EasyPost | + 23s     |
| 6. | João Almeida                 | UAE Team Emirates     | + 28s     |
| 7. | Pello Bilbao                 | Bahrain Victorious    | + 35s     |
| 8. | Óscar Rodríguez Garaicoechea | Movistar Team         | + 38s     |
| 9. | Ruben Guerreiro              | EF Education-EasyPost | + 40s     |
| 10. | Geoffrey Bouchard            | AG2R Citroën Team     | + 41s     |

### 5.ª etapa
| Ras al-Khaimah - Al Marjan Island | etapa plana | (182 km) |

| \| Classificação por etapas \| Classificação por etapas \| Classificação por etapas \| Classificação por etapas \| Classificação por etapas \| \| Ciclista \| Ciclista \| Equipe \| Tempo \| \| \| ------------------------ \| ------------------------ \| ------------------------ \| ------------------------ \| ------------------------ \| \| 1. \| Jasper Philipsen \| Alpecin-Fenix \| 4h17m05s \| \| \| 2. \| Olav Kooij \| Jumbo-Visma \| + 0s \| \| \| 3. \| Sam Bennett \| Bora-Hansgrohe \| + 0s \| \| \| 4. \| Matteo Malucelli \| Gazprom-RusVelo \| + 0s \| \| \| 5. \| Rudy Barbier \| Israel-Premier Tech \| + 0s \| \| \| 6. \| Elia Viviani \| Ineos Grenadiers \| + 0s \| \| \| 7. \| Arnaud Démare \| Groupama-FDJ \| + 0s \| \| \| 8. \| Alberto Dainese \| Team DSM \| + 0s \| \| \| 9. \| Max Kanter \| Movistar Team \| + 0s \| \| \| 10. \| Marc Brustenga \| Trek-Segafredo \| + 0s \| \| |                  |                     |          |
| |                  |                     |          |
| Fonte: ProCyclingStats |                  |                     |          |
| Classificação por etapas |                  |                     |          |
| Ciclista | Ciclista         | Equipe              | Tempo    |
| 1. | Jasper Philipsen | Alpecin-Fenix       | 4h17m05s |
| 2. | Olav Kooij       | Jumbo-Visma         | + 0s     |
| 3. | Sam Bennett      | Bora-Hansgrohe      | + 0s     |
| 4. | Matteo Malucelli | Gazprom-RusVelo     | + 0s     |
| 5. | Rudy Barbier     | Israel-Premier Tech | + 0s     |
| 6. | Elia Viviani     | Ineos Grenadiers    | + 0s     |
| 7. | Arnaud Démare    | Groupama-FDJ        | + 0s     |
| 8. | Alberto Dainese  | Team DSM            | + 0s     |
| 9. | Max Kanter       | Movistar Team       | + 0s     |
| 10. | Marc Brustenga   | Trek-Segafredo      | + 0s     |

| \| Classificação geral \| Classificação geral \| Classificação geral \| Classificação geral \| Classificação geral \| \| Ciclista \| Ciclista \| Equipe \| Tempo \| \| \| ------------------- \| ---------------------------- \| --------------------- \| ------------------- \| ------------------- \| \| 1. \| Tadej Pogačar \| UAE Team Emirates \| 18h19m37s \| \| \| 2. \| Filippo Ganna \| Ineos Grenadiers \| + 4s \| \| \| 3. \| Aleksandr Vlasov \| Bora-Hansgrohe \| + 14s \| \| \| 4. \| Adam Yates \| Ineos Grenadiers \| + 17s \| \| \| 5. \| Neilson Powless \| EF Education-EasyPost \| + 25s \| \| \| 6. \| João Almeida \| UAE Team Emirates \| + 30s \| \| \| 7. \| Pello Bilbao \| Bahrain Victorious \| + 37s \| \| \| 8. \| Óscar Rodríguez Garaicoechea \| Movistar Team \| + 40s \| \| \| 9. \| Ruben Guerreiro \| EF Education-EasyPost \| + 42s \| \| \| 10. \| Geoffrey Bouchard \| AG2R Citroën Team \| + 43s \| \| |                              |                       |           |
| |                              |                       |           |
| Fonte: ProCyclingStats |                              |                       |           |
| Classificação geral |                              |                       |           |
| Ciclista | Ciclista                     | Equipe                | Tempo     |
| 1. | Tadej Pogačar                | UAE Team Emirates     | 18h19m37s |
| 2. | Filippo Ganna                | Ineos Grenadiers      | + 4s      |
| 3. | Aleksandr Vlasov             | Bora-Hansgrohe        | + 14s     |
| 4. | Adam Yates                   | Ineos Grenadiers      | + 17s     |
| 5. | Neilson Powless              | EF Education-EasyPost | + 25s     |
| 6. | João Almeida                 | UAE Team Emirates     | + 30s     |
| 7. | Pello Bilbao                 | Bahrain Victorious    | + 37s     |
| 8. | Óscar Rodríguez Garaicoechea | Movistar Team         | + 40s     |
| 9. | Ruben Guerreiro              | EF Education-EasyPost | + 42s     |
| 10. | Geoffrey Bouchard            | AG2R Citroën Team     | + 43s     |

### 6.ª etapa
| Expo 2020 - Expo 2020 | etapa plana | (180 km) |

| \| Classificação por etapas \| Classificação por etapas \| Classificação por etapas \| Classificação por etapas \| Classificação por etapas \| \| Ciclista \| Ciclista \| Equipe \| Tempo \| \| \| ------------------------ \| ------------------------ \| ------------------------ \| ------------------------ \| ------------------------ \| \| 1. \| Mathias Vacek \| Gazprom-RusVelo \| 3h58m10s \| \| \| 2. \| Paul Lapeira \| AG2R Citroën Team \| + 0s \| \| \| 3. \| Dmitry Strakhov \| Gazprom-RusVelo \| + 0s \| \| \| 4. \| Alessandro Tonelli \| Bardiani CSF Faizanè \| + 0s \| \| \| 5. \| Pavel Kochetkov \| Gazprom-RusVelo \| + 5s \| \| \| 6. \| Jasper Philipsen \| Alpecin-Fenix \| + 15s \| \| \| 7. \| Dylan Groenewegen \| BikeExchange-Jayco \| + 15s \| \| \| 8. \| Pascal Ackermann \| UAE Team Emirates \| + 15s \| \| \| 9. \| Rudy Barbier \| Israel-Premier Tech \| + 15s \| \| \| 10. \| Jonathan Milan \| Bahrain Victorious \| + 15s \| \| |                    |                      |          |
| |                    |                      |          |
| Fonte: ProCyclingStats |                    |                      |          |
| Classificação por etapas |                    |                      |          |
| Ciclista | Ciclista           | Equipe               | Tempo    |
| 1. | Mathias Vacek      | Gazprom-RusVelo      | 3h58m10s |
| 2. | Paul Lapeira       | AG2R Citroën Team    | + 0s     |
| 3. | Dmitry Strakhov    | Gazprom-RusVelo      | + 0s     |
| 4. | Alessandro Tonelli | Bardiani CSF Faizanè | + 0s     |
| 5. | Pavel Kochetkov    | Gazprom-RusVelo      | + 5s     |
| 6. | Jasper Philipsen   | Alpecin-Fenix        | + 15s    |
| 7. | Dylan Groenewegen  | BikeExchange-Jayco   | + 15s    |
| 8. | Pascal Ackermann   | UAE Team Emirates    | + 15s    |
| 9. | Rudy Barbier       | Israel-Premier Tech  | + 15s    |
| 10. | Jonathan Milan     | Bahrain Victorious   | + 15s    |

| \| Classificação geral \| Classificação geral \| Classificação geral \| Classificação geral \| Classificação geral \| \| Ciclista \| Ciclista \| Equipe \| Tempo \| \| \| ------------------- \| ---------------------------- \| --------------------- \| ------------------- \| ------------------- \| \| 1. \| Tadej Pogačar \| UAE Team Emirates \| 22h18m02s \| \| \| 2. \| Filippo Ganna \| Ineos Grenadiers \| + 4s \| \| \| 3. \| Aleksandr Vlasov \| Bora-Hansgrohe \| + 14s \| \| \| 4. \| Adam Yates \| Ineos Grenadiers \| + 17s \| \| \| 5. \| Neilson Powless \| EF Education-EasyPost \| + 25s \| \| \| 6. \| João Almeida \| UAE Team Emirates \| + 30s \| \| \| 7. \| Pello Bilbao \| Bahrain Victorious \| + 37s \| \| \| 8. \| Óscar Rodríguez Garaicoechea \| Movistar Team \| + 40s \| \| \| 9. \| Ruben Guerreiro \| EF Education-EasyPost \| + 42s \| \| \| 10. \| Geoffrey Bouchard \| AG2R Citroën Team \| + 43s \| \| |                              |                       |           |
| |                              |                       |           |
| Fonte: ProCyclingStats |                              |                       |           |
| Classificação geral |                              |                       |           |
| Ciclista | Ciclista                     | Equipe                | Tempo     |
| 1. | Tadej Pogačar                | UAE Team Emirates     | 22h18m02s |
| 2. | Filippo Ganna                | Ineos Grenadiers      | + 4s      |
| 3. | Aleksandr Vlasov             | Bora-Hansgrohe        | + 14s     |
| 4. | Adam Yates                   | Ineos Grenadiers      | + 17s     |
| 5. | Neilson Powless              | EF Education-EasyPost | + 25s     |
| 6. | João Almeida                 | UAE Team Emirates     | + 30s     |
| 7. | Pello Bilbao                 | Bahrain Victorious    | + 37s     |
| 8. | Óscar Rodríguez Garaicoechea | Movistar Team         | + 40s     |
| 9. | Ruben Guerreiro              | EF Education-EasyPost | + 42s     |
| 10. | Geoffrey Bouchard            | AG2R Citroën Team     | + 43s     |

### 7.ª etapa
| Al Ain - Jabal Hafit | alta montanha | (148 km) |

| \| Classificação por etapas \| Classificação por etapas \| Classificação por etapas \| Classificação por etapas \| Classificação por etapas \| \| Ciclista \| Ciclista \| Equipe \| Tempo \| \| \| ------------------------ \| ------------------------ \| ------------------------ \| ------------------------ \| ------------------------ \| \| 1. \| Tadej Pogačar \| UAE Team Emirates \| 3h20m24s \| \| \| 2. \| Adam Yates \| Ineos Grenadiers \| + 1s \| \| \| 3. \| Pello Bilbao \| Bahrain Victorious \| + 5s \| \| \| 4. \| João Almeida \| UAE Team Emirates \| + 15s \| \| \| 5. \| Luke Plapp \| Ineos Grenadiers \| + 16s \| \| \| 6. \| Carlos Verona \| Movistar Team \| + 16s \| \| \| 7. \| Rafał Majka \| UAE Team Emirates \| + 16s \| \| \| 8. \| Aleksandr Vlasov \| Bora-Hansgrohe \| + 30s \| \| \| 9. \| Geoffrey Bouchard \| AG2R Citroën Team \| + 53s \| \| \| 10. \| Chris Harper \| Jumbo-Visma \| + 53s \| \| |                   |                    |          |
| |                   |                    |          |
| Fonte: ProCyclingStats |                   |                    |          |
| Classificação por etapas |                   |                    |          |
| Ciclista | Ciclista          | Equipe             | Tempo    |
| 1. | Tadej Pogačar     | UAE Team Emirates  | 3h20m24s |
| 2. | Adam Yates        | Ineos Grenadiers   | + 1s     |
| 3. | Pello Bilbao      | Bahrain Victorious | + 5s     |
| 4. | João Almeida      | UAE Team Emirates  | + 15s    |
| 5. | Luke Plapp        | Ineos Grenadiers   | + 16s    |
| 6. | Carlos Verona     | Movistar Team      | + 16s    |
| 7. | Rafał Majka       | UAE Team Emirates  | + 16s    |
| 8. | Aleksandr Vlasov  | Bora-Hansgrohe     | + 30s    |
| 9. | Geoffrey Bouchard | AG2R Citroën Team  | + 53s    |
| 10. | Chris Harper      | Jumbo-Visma        | + 53s    |

## Classificações finais
- As classificações finalizaram da seguinte forma:[2]

### Classificação geral
| \| Classificação geral \| Classificação geral \| Classificação geral \| Classificação geral \| Classificação geral \| \| Ciclista \| Ciclista \| Equipe \| Tempo \| \| \| ------------------- \| ------------------- \| --------------------- \| ------------------- \| ------------------- \| \| 1. \| Tadej Pogačar \| UAE Team Emirates \| 25h38m16s \| \| \| 2. \| Adam Yates \| Ineos Grenadiers \| + 22s \| \| \| 3. \| Pello Bilbao \| Bahrain Victorious \| + 48s \| \| \| 4. \| Aleksandr Vlasov \| Bora-Hansgrohe \| + 54s \| \| \| 5. \| João Almeida \| UAE Team Emirates \| + 55s \| \| \| 6. \| Carlos Verona \| Movistar Team \| + 1m17s \| \| \| 7. \| Rafał Majka \| UAE Team Emirates \| + 1m24s \| \| \| 8. \| Geoffrey Bouchard \| AG2R Citroën Team \| + 1m46s \| \| \| 9. \| Romain Bardet \| Team DSM \| + 1m46s \| \| \| 10. \| David de la Cruz \| Astana Qazaqstan Team \| + 1m58s \| \| |                   |                       |           |
| |                   |                       |           |
| Fonte: ProCyclingStats |                   |                       |           |
| Classificação geral |                   |                       |           |
| Ciclista | Ciclista          | Equipe                | Tempo     |
| 1. | Tadej Pogačar     | UAE Team Emirates     | 25h38m16s |
| 2. | Adam Yates        | Ineos Grenadiers      | + 22s     |
| 3. | Pello Bilbao      | Bahrain Victorious    | + 48s     |
| 4. | Aleksandr Vlasov  | Bora-Hansgrohe        | + 54s     |
| 5. | João Almeida      | UAE Team Emirates     | + 55s     |
| 6. | Carlos Verona     | Movistar Team         | + 1m17s   |
| 7. | Rafał Majka       | UAE Team Emirates     | + 1m24s   |
| 8. | Geoffrey Bouchard | AG2R Citroën Team     | + 1m46s   |
| 9. | Romain Bardet     | Team DSM              | + 1m46s   |
| 10. | David de la Cruz  | Astana Qazaqstan Team | + 1m58s   |

### Classificação dos pontos
| Classificação por pontos | Classificação por pontos | Classificação por pontos | Classificação por pontos | Classificação por pontos |
| Ciclista                 | Ciclista                 | Equipe                   | Pontos                   |                          |
| ------------------------ | ------------------------ | ------------------------ | ------------------------ | ------------------------ |
| 1.                       | Jasper Philipsen         | Alpecin-Fenix            | 76 pts                   |                          |
| 2.                       | Dmitry Strakhov          | Gazprom-RusVelo          | 69 pts                   |                          |
| 3.                       | Tadej Pogačar            | UAE Team Emirates        | 54 pts                   |                          |
| 4.                       | Adam Yates               | Ineos Grenadiers         | 32 pts                   |                          |
| 5.                       | Pavel Kochetkov          | Gazprom-RusVelo          | 29 pts                   |                          |
| 6.                       | Alessandro Tonelli       | Bardiani CSF Faizanè     | 28 pts                   |                          |
| 7.                       | Olav Kooij               | Jumbo-Visma              | 28 pts                   |                          |
| 8.                       | Sam Bennett              | Bora-Hansgrohe           | 28 pts                   |                          |
| 9.                       | Stefan Bissegger         | EF Education-EasyPost    | 21 pts                   |                          |
| 10.                      | Mathias Vacek            | Gazprom-RusVelo          | 21 pts                   |                          |

### Classificação dos jovens
| Classificação dos jovens | Classificação dos jovens | Classificação dos jovens | Classificação dos jovens | Classificação dos jovens |
| Ciclista                 | Ciclista                 | Equipe                   | Tempo                    |                          |
| ------------------------ | ------------------------ | ------------------------ | ------------------------ | ------------------------ |
| 1.                       | Tadej Pogačar            | UAE Team Emirates        | 25h38m16s                |                          |
| 2.                       | João Almeida             | UAE Team Emirates        | + 55s                    |                          |
| 3.                       | Luke Plapp               | Ineos Grenadiers         | + 2m11s                  |                          |
| 4.                       | Gino Mäder               | Bahrain Victorious       | + 2m42s                  |                          |
| 5.                       | Thymen Arensman          | Team DSM                 | + 2m47s                  |                          |
| 6.                       | Andreas Leknessund       | Team DSM                 | + 3m20s                  |                          |
| 7.                       | Sebastian Berwick        | Israel-Premier Tech      | + 3m56s                  |                          |
| 8.                       | Samuele Zoccarato        | Bardiani CSF Faizanè     | + 5m43s                  |                          |
| 9.                       | Vadim Pronskiy           | Astana Qazaqstan Team    | + 7m43s                  |                          |
| 10.                      | Luca Covili              | Bardiani CSF Faizanè     | + 8m39s                  |                          |

### Classificação por equipas
| Classificação por equipes | Classificação por equipes          | Classificação por equipes | Classificação por equipes |
| Equipe                    | Equipe                             | Tempo                     |                           |
| ------------------------- | ---------------------------------- | ------------------------- | ------------------------- |
| 1.                        | UAE Team Emirates                  | 76h56m52s                 |                           |
| 2.                        | Team DSM                           | + 5m38s                   |                           |
| 3.                        | Bahrain Victorious                 | + 9m08s                   |                           |
| 4.                        | Intermarché-Wanty-Gobert Matériaux | + 9m26s                   |                           |
| 5.                        | EF Education-EasyPost              | + 10m31s                  |                           |
| 6.                        | Astana Qazaqstan Team              | + 11m00s                  |                           |
| 7.                        | Movistar Team                      | + 11m49s                  |                           |
| 8.                        | Bora-Hansgrohe                     | + 13m29s                  |                           |
| 9.                        | Jumbo-Visma                        | + 15m07s                  |                           |
| 10.                       | Ineos Grenadiers                   | + 18m21s                  |                           |

## Evolução das classificações
| Etapa                 | Vencedor              | Classificação geral | Classificação dos pontos | Classificação das metas volantes | Classificação dos jovens | Classificação por equipas |
| --------------------- | --------------------- | ------------------- | ------------------------ | -------------------------------- | ------------------------ | ------------------------- |
| 1.ª                   | Jasper Philipsen      | Jasper Philipsen    | Jasper Philipsen         | Dmitry Strakhov                  | Jasper Philipsen         | Bora-Hansgrohe            |
| 2.ª                   | Mark Cavendish        | Jasper Philipsen    | Jasper Philipsen         | Dmitry Strakhov                  | Jasper Philipsen         | EF Education-EasyPost     |
| 3.ª                   | Stefan Bissegger      | Stefan Bissegger    | Jasper Philipsen         | Dmitry Strakhov                  | Stefan Bissegger         | EF Education-EasyPost     |
| 4.ª                   | Tadej Pogačar         | Tadej Pogačar       | Jasper Philipsen         | Dmitry Strakhov                  | Tadej Pogačar            | UAE Emirates              |
| 5.ª                   | Jasper Philipsen      | Tadej Pogačar       | Jasper Philipsen         | Dmitry Strakhov                  | Tadej Pogačar            | UAE Emirates              |
| 6.ª                   | Mathias Vacek         | Tadej Pogačar       | Jasper Philipsen         | Dmitry Strakhov                  | Tadej Pogačar            | UAE Emirates              |
| 7.ª                   | Tadej Pogačar         | Tadej Pogačar       | Jasper Philipsen         | Dmitry Strakhov                  | Tadej Pogačar            | UAE Emirates              |
| Classificações finais | Classificações finais | Tadej Pogačar       | Jasper Philipsen         | Dmitry Strakhov                  | Tadej Pogačar            | UAE Emirates              |

## Ciclistas participantes e posições finais
| UAE Team Emirates UAD | UAE Team Emirates UAD     | UAE Team Emirates UAD |
| --------------------- | ------------------------- | --------------------- |
| Num                   | Ciclista                  | Pos                   |
| 1                     | Tadej Pogačar (SLO)       | 1.                    |
| 2                     | Pascal Ackermann (GER)    | 115.                  |
| 3                     | João Almeida (POR)        | 5.                    |
| 4                     | George Bennett (NZL)      | 36.                   |
| 5                     | Mikkel Bjerg (DEN)        | 113.                  |
| 6                     | Rafał Majka (POL)         | 7.                    |
| 7                     | Maximiliano Richeze (ARG) | 117.                  |

| AG2R Citroën Team ACT | AG2R Citroën Team ACT   | AG2R Citroën Team ACT |
| --------------------- | ----------------------- | --------------------- |
| Num                   | Ciclista                | Pos                   |
| 11                    | Bob Jungels (LUX)       | 31.                   |
| 12                    | Clément Berthet (FRA)   | 52.                   |
| 13                    | Geoffrey Bouchard (FRA) | 8.                    |
| 14                    | Paul Lapeira (FRA)      | 70.                   |
| 16                    | Clément Venturini (FRA) | 59.                   |
| 17                    | Marc Sarreau (FRA)      | 75.                   |

| Alpecin-Fenix AFC | Alpecin-Fenix AFC       | Alpecin-Fenix AFC |
| ----------------- | ----------------------- | ----------------- |
| Num               | Ciclista                | Pos               |
| 21                | Jasper Philipsen (BEL)  | 93.               |
| 22                | Jonas Rickaert (BEL)    | 96.               |
| 23                | Kristian Sbaragli (ITA) | 46.               |
| 24                | Robert Stannard (AUS)   | 73.               |
| 25                | Scott Thwaites (GBR)    | 79.               |
| 26                | Gianni Vermeersch (BEL) | 43.               |

| Astana Qazaqstan Team AST | Astana Qazaqstan Team AST | Astana Qazaqstan Team AST |
| ------------------------- | ------------------------- | ------------------------- |
| Num                       | Ciclista                  | Pos                       |
| 31                        | David de la Cruz (ESP)    | 10.                       |
| 32                        | Stefan de Bod (RSA)       | 19.                       |
| 33                        | Yevgeniy Gidich (KAZ)     | 65.                       |
| 34                        | Sebastián Henao (COL)     | 42.                       |
| 35                        | Yuriy Natarov (KAZ)       | 39.                       |
| 36                        | Vadim Pronskiy (KAZ)      | 34.                       |
| 37                        | Artiom Zakharov (KAZ)     | 60.                       |

| Bahrain Victorious TBV | Bahrain Victorious TBV      | Bahrain Victorious TBV |
| ---------------------- | --------------------------- | ---------------------- |
| Num                    | Ciclista                    | Pos                    |
| 41                     | Gino Mäder (SUI)            | 15.                    |
| 42                     | Pello Bilbao (ESP)          | 3.                     |
| 43                     | Filip Maciejuk (POL)        | 77.                    |
| 44                     | Jonathan Milan (ITA)        | 97.                    |
| 45                     | Alejandro Osorio (COL)      | 49.                    |
| 46                     | Hermann Pernsteiner (AUT)   | 37.                    |
| 47                     | Johan Price-Pejtersen (DEN) | 120.                   |

| Bardiani CSF Faizanè BCF | Bardiani CSF Faizanè BCF | Bardiani CSF Faizanè BCF |
| ------------------------ | ------------------------ | ------------------------ |
| Num                      | Ciclista                 | Pos                      |
| 51                       | Jonathan Cañaveral (COL) | 69.                      |
| 52                       | Luca Covili (ITA)        | 38.                      |
| 53                       | Sacha Modolo (ITA)       | 66.                      |
| 54                       | Luca Rastelli (ITA)      | 81.                      |
| 55                       | Alessandro Tonelli (ITA) | 61.                      |
| 57                       | Samuele Zoccarato (ITA)  | 30.                      |

| Bora-Hansgrohe BOH | Bora-Hansgrohe BOH             | Bora-Hansgrohe BOH |
| ------------------ | ------------------------------ | ------------------ |
| Num                | Ciclista                       | Pos                |
| 61                 | Jai Hindley (AUS)              | 14.                |
| 62                 | Shane Archbold (NZL)           | 86.                |
| 63                 | Sam Bennett (IRL)              | 119.               |
| 64                 | Patrick Konrad (AUT) (estrada) | 45.                |
| 65                 | Ryan Mullen (IRL) (estrada)    | 91.                |
| 66                 | Danny van Poppel (NED)         | 84.                |
| 67                 | Aleksandr Vlasov (RUS) (CRI)   | 4.                 |

| EF Education-EasyPost EFE | EF Education-EasyPost EFE | EF Education-EasyPost EFE |
| ------------------------- | ------------------------- | ------------------------- |
| Num                       | Ciclista                  | Pos                       |
| 71                        | Ruben Guerreiro (POR)     | 21.                       |
| 72                        | Stefan Bissegger (SUI)    | 48.                       |
| 73                        | Merhawi Kudus (ERI) (CRI) | 35.                       |
| 74                        | Sebastian Langeveld (NED) | 109.                      |
| 75                        | Neilson Powless (USA)     | 11.                       |
| 76                        | Sean Quinn (USA)          | DNF-7                     |
| 77                        | Marijn van den Berg (NED) | 72.                       |

| Gazprom-RusVelo GAZ | Gazprom-RusVelo GAZ            | Gazprom-RusVelo GAZ |
| ------------------- | ------------------------------ | ------------------- |
| Num                 | Ciclista                       | Pos                 |
| 81                  | Pavel Kochetkov (RUS)          | 58.                 |
| 82                  | Michael Kukrle (CZE) (estrada) | 50.                 |
| 83                  | Matteo Malucelli (ITA)         | 116.                |
| 84                  | Denis Nekrasov (RUS)           | NP-1                |
| 85                  | Ivan Rovny (RUS)               | 62.                 |
| 86                  | Dmitry Strakhov (RUS)          | 33.                 |
| 87                  | Mathias Vacek (CZE)            | 71.                 |

| Groupama-FDJ GFC | Groupama-FDJ GFC                    | Groupama-FDJ GFC |
| ---------------- | ----------------------------------- | ---------------- |
| Num              | Ciclista                            | Pos              |
| 91               | Arnaud Démare (FRA)                 | 68.              |
| 92               | Matteo Badilatti (SUI)              | 23.              |
| 93               | Clément Davy (FRA)                  | 112.             |
| 94               | Jacopo Guarnieri (ITA)              | 105.             |
| 95               | Ignatas Konovalovas (LTU) (estrada) | 92.              |
| 96               | Miles Scotson (AUS)                 | 51.              |
| 97               | Ramon Sinkeldam (NED)               | 76.              |

| Ineos Grenadiers IGD | Ineos Grenadiers IGD       | Ineos Grenadiers IGD |
| -------------------- | -------------------------- | -------------------- |
| Num                  | Ciclista                   | Pos                  |
| 101                  | Adam Yates (GBR)           | 2.                   |
| 102                  | Filippo Ganna (ITA) (CRI)  | 64.                  |
| 103                  | Luke Plapp (AUS) (estrada) | 12.                  |
| 104                  | Andrey Amador (CRC)        | 94.                  |
| 105                  | Michał Kwiatkowski (POL)   | 101.                 |
| 107                  | Elia Viviani (ITA)         | 103.                 |

| Intermarché-Wanty-Gobert Matériaux IWG | Intermarché-Wanty-Gobert Matériaux IWG | Intermarché-Wanty-Gobert Matériaux IWG |
| -------------------------------------- | -------------------------------------- | -------------------------------------- |
| Num                                    | Ciclista                               | Pos                                    |
| 111                                    | Louis Meintjes (RSA)                   | 17.                                    |
| 112                                    | Tom Devriendt (BEL)                    | 98.                                    |
| 113                                    | Jan Hirt (CZE)                         | 24.                                    |
| 114                                    | Julius Johansen (DEN)                  | 106.                                   |
| 115                                    | Rein Taaramäe (EST) (CRI)              | 27.                                    |

| Israel-Premier Tech IPT | Israel-Premier Tech IPT | Israel-Premier Tech IPT |
| ----------------------- | ----------------------- | ----------------------- |
| Num                     | Ciclista                | Pos                     |
| 121                     | Rudy Barbier (FRA)      | 95.                     |
| 122                     | Sebastian Berwick (AUS) | 22.                     |
| 123                     | Alex Dowsett (GBR)      | 114.                    |
| 124                     | Daryl Impey (RSA)       | 53.                     |
| 125                     | Taj Jones (AUS)         | 100.                    |
| 126                     | Rick Zabel (GER)        | 83.                     |

| Jumbo-Visma TJV | Jumbo-Visma TJV             | Jumbo-Visma TJV |
| --------------- | --------------------------- | --------------- |
| Num             | Ciclista                    | Pos             |
| 131             | Tom Dumoulin (NED) (CRI)    | 41.             |
| 132             | Koen Bouwman (NED)          | 28.             |
| 133             | Chris Harper (AUS)          | 13.             |
| 134             | Olav Kooij (NED)            | 107.            |
| 135             | Timo Roosen (NED) (estrada) | 56.             |
| 136             | Jos van Emden (NED)         | 54.             |

| Lotto-Soudal LTS | Lotto-Soudal LTS          | Lotto-Soudal LTS |
| ---------------- | ------------------------- | ---------------- |
| Num              | Ciclista                  | Pos              |
| 141              | Jarrad Drizners (AUS)     | NP-7             |
| 142              | Matthew Holmes (GBR)      | 32.              |
| 143              | Michaek Schwarzmann (GER) | 108.             |
| 144              | Xandres Vervloesem (BEL)  | 63.              |

| Movistar Team MOV | Movistar Team MOV                  | Movistar Team MOV |
| ----------------- | ---------------------------------- | ----------------- |
| Num               | Ciclista                           | Pos               |
| 151               | Carlos Verona (ESP)                | 6.                |
| 152               | William Barta (USA)                | 40.               |
| 153               | Mathias Norsgaard (DEN)            | 57.               |
| 154               | Max Kanter (GER)                   | 85.               |
| 155               | Óscar Rodríguez Garaicoechea (ESP) | 20.               |
| 156               | Sergio Samitier (ESP)              | 55.               |
| 157               | Albert Torres (ESP)                | 44.               |

| Quick-Step Alpha Vinyl QST | Quick-Step Alpha Vinyl QST | Quick-Step Alpha Vinyl QST |
| -------------------------- | -------------------------- | -------------------------- |
| Num                        | Ciclista                   | Pos                        |
| 161                        | Mark Cavendish (GBR)       | 88.                        |
| 163                        | Fausto Masnada (ITA)       | 26.                        |
| 164                        | Michael Mørkøv (DEN)       | 74.                        |
| 165                        | Stijn Steels (BEL)         | 80.                        |
| 166                        | Stan Van Tricht (BEL)      | 78.                        |
| 167                        | Ethan Vernon (GBR)         | 82.                        |

| BikeExchange-Jayco BEX | BikeExchange-Jayco BEX  | BikeExchange-Jayco BEX |
| ---------------------- | ----------------------- | ---------------------- |
| Num                    | Ciclista                | Pos                    |
| 171                    | Dylan Groenewegen (NED) | 102.                   |
| 172                    | Sam Bewley (NZL)        | 122.                   |
| 173                    | Kaden Groves (AUS)      | 118.                   |
| 174                    | Damien Howson (AUS)     | 29.                    |
| 175                    | Luka Mezgec (SLO)       | 89.                    |
| 176                    | Kelland O'Brien (AUS)   | 121.                   |
| 177                    | Campbell Stewart (NZL)  | 111.                   |

| Team DSM DSM | Team DSM DSM             | Team DSM DSM |
| ------------ | ------------------------ | ------------ |
| Num          | Ciclista                 | Pos          |
| 181          | Romain Bardet (FRA)      | 9.           |
| 182          | Thymen Arensman (NED)    | 16.          |
| 183          | Cees Bol (NED)           | 104.         |
| 184          | Alberto Dainese (ITA)    | 67.          |
| 185          | Andreas Leknessund (NOR) | 18.          |
| 186          | Niklas Märkl (GER)       | 90.          |
| 187          | Joris Nieuwenhuis (NED)  | DNF-7        |

| Trek-Segafredo TFS | Trek-Segafredo TFS   | Trek-Segafredo TFS |
| ------------------ | -------------------- | ------------------ |
| Num                | Ciclista             | Pos                |
| 191                | Marc Brustenga (ESP) | 99.                |
| 192                | Dario Cataldo (ITA)  | 25.                |
| 193                | Jakob Egholm (DEN)   | 110.               |
| 194                | Emīls Liepiņš (LAT)  | 87.                |
| 195                | Simon Pellaud (SUI)  | 47.                |

| UAE Team Emirates UAD | UAE Team Emirates UAD     | UAE Team Emirates UAD |
| --------------------- | ------------------------- | --------------------- |
| Num                   | Ciclista                  | Pos                   |
| 1                     | Tadej Pogačar (SLO)       | 1.                    |
| 2                     | Pascal Ackermann (GER)    | 115.                  |
| 3                     | João Almeida (POR)        | 5.                    |
| 4                     | George Bennett (NZL)      | 36.                   |
| 5                     | Mikkel Bjerg (DEN)        | 113.                  |
| 6                     | Rafał Majka (POL)         | 7.                    |
| 7                     | Maximiliano Richeze (ARG) | 117.                  |

| AG2R Citroën Team ACT | AG2R Citroën Team ACT   | AG2R Citroën Team ACT |
| --------------------- | ----------------------- | --------------------- |
| Num                   | Ciclista                | Pos                   |
| 11                    | Bob Jungels (LUX)       | 31.                   |
| 12                    | Clément Berthet (FRA)   | 52.                   |
| 13                    | Geoffrey Bouchard (FRA) | 8.                    |
| 14                    | Paul Lapeira (FRA)      | 70.                   |
| 16                    | Clément Venturini (FRA) | 59.                   |
| 17                    | Marc Sarreau (FRA)      | 75.                   |

| Alpecin-Fenix AFC | Alpecin-Fenix AFC       | Alpecin-Fenix AFC |
| ----------------- | ----------------------- | ----------------- |
| Num               | Ciclista                | Pos               |
| 21                | Jasper Philipsen (BEL)  | 93.               |
| 22                | Jonas Rickaert (BEL)    | 96.               |
| 23                | Kristian Sbaragli (ITA) | 46.               |
| 24                | Robert Stannard (AUS)   | 73.               |
| 25                | Scott Thwaites (GBR)    | 79.               |
| 26                | Gianni Vermeersch (BEL) | 43.               |

| Astana Qazaqstan Team AST | Astana Qazaqstan Team AST | Astana Qazaqstan Team AST |
| ------------------------- | ------------------------- | ------------------------- |
| Num                       | Ciclista                  | Pos                       |
| 31                        | David de la Cruz (ESP)    | 10.                       |
| 32                        | Stefan de Bod (RSA)       | 19.                       |
| 33                        | Yevgeniy Gidich (KAZ)     | 65.                       |
| 34                        | Sebastián Henao (COL)     | 42.                       |
| 35                        | Yuriy Natarov (KAZ)       | 39.                       |
| 36                        | Vadim Pronskiy (KAZ)      | 34.                       |
| 37                        | Artiom Zakharov (KAZ)     | 60.                       |

| Bahrain Victorious TBV | Bahrain Victorious TBV      | Bahrain Victorious TBV |
| ---------------------- | --------------------------- | ---------------------- |
| Num                    | Ciclista                    | Pos                    |
| 41                     | Gino Mäder (SUI)            | 15.                    |
| 42                     | Pello Bilbao (ESP)          | 3.                     |
| 43                     | Filip Maciejuk (POL)        | 77.                    |
| 44                     | Jonathan Milan (ITA)        | 97.                    |
| 45                     | Alejandro Osorio (COL)      | 49.                    |
| 46                     | Hermann Pernsteiner (AUT)   | 37.                    |
| 47                     | Johan Price-Pejtersen (DEN) | 120.                   |

| Bardiani CSF Faizanè BCF | Bardiani CSF Faizanè BCF | Bardiani CSF Faizanè BCF |
| ------------------------ | ------------------------ | ------------------------ |
| Num                      | Ciclista                 | Pos                      |
| 51                       | Jonathan Cañaveral (COL) | 69.                      |
| 52                       | Luca Covili (ITA)        | 38.                      |
| 53                       | Sacha Modolo (ITA)       | 66.                      |
| 54                       | Luca Rastelli (ITA)      | 81.                      |
| 55                       | Alessandro Tonelli (ITA) | 61.                      |
| 57                       | Samuele Zoccarato (ITA)  | 30.                      |

| Bora-Hansgrohe BOH | Bora-Hansgrohe BOH             | Bora-Hansgrohe BOH |
| ------------------ | ------------------------------ | ------------------ |
| Num                | Ciclista                       | Pos                |
| 61                 | Jai Hindley (AUS)              | 14.                |
| 62                 | Shane Archbold (NZL)           | 86.                |
| 63                 | Sam Bennett (IRL)              | 119.               |
| 64                 | Patrick Konrad (AUT) (estrada) | 45.                |
| 65                 | Ryan Mullen (IRL) (estrada)    | 91.                |
| 66                 | Danny van Poppel (NED)         | 84.                |
| 67                 | Aleksandr Vlasov (RUS) (CRI)   | 4.                 |

| EF Education-EasyPost EFE | EF Education-EasyPost EFE | EF Education-EasyPost EFE |
| ------------------------- | ------------------------- | ------------------------- |
| Num                       | Ciclista                  | Pos                       |
| 71                        | Ruben Guerreiro (POR)     | 21.                       |
| 72                        | Stefan Bissegger (SUI)    | 48.                       |
| 73                        | Merhawi Kudus (ERI) (CRI) | 35.                       |
| 74                        | Sebastian Langeveld (NED) | 109.                      |
| 75                        | Neilson Powless (USA)     | 11.                       |
| 76                        | Sean Quinn (USA)          | DNF-7                     |
| 77                        | Marijn van den Berg (NED) | 72.                       |

| Gazprom-RusVelo GAZ | Gazprom-RusVelo GAZ            | Gazprom-RusVelo GAZ |
| ------------------- | ------------------------------ | ------------------- |
| Num                 | Ciclista                       | Pos                 |
| 81                  | Pavel Kochetkov (RUS)          | 58.                 |
| 82                  | Michael Kukrle (CZE) (estrada) | 50.                 |
| 83                  | Matteo Malucelli (ITA)         | 116.                |
| 84                  | Denis Nekrasov (RUS)           | NP-1                |
| 85                  | Ivan Rovny (RUS)               | 62.                 |
| 86                  | Dmitry Strakhov (RUS)          | 33.                 |
| 87                  | Mathias Vacek (CZE)            | 71.                 |

| Groupama-FDJ GFC | Groupama-FDJ GFC                    | Groupama-FDJ GFC |
| ---------------- | ----------------------------------- | ---------------- |
| Num              | Ciclista                            | Pos              |
| 91               | Arnaud Démare (FRA)                 | 68.              |
| 92               | Matteo Badilatti (SUI)              | 23.              |
| 93               | Clément Davy (FRA)                  | 112.             |
| 94               | Jacopo Guarnieri (ITA)              | 105.             |
| 95               | Ignatas Konovalovas (LTU) (estrada) | 92.              |
| 96               | Miles Scotson (AUS)                 | 51.              |
| 97               | Ramon Sinkeldam (NED)               | 76.              |

| Ineos Grenadiers IGD | Ineos Grenadiers IGD       | Ineos Grenadiers IGD |
| -------------------- | -------------------------- | -------------------- |
| Num                  | Ciclista                   | Pos                  |
| 101                  | Adam Yates (GBR)           | 2.                   |
| 102                  | Filippo Ganna (ITA) (CRI)  | 64.                  |
| 103                  | Luke Plapp (AUS) (estrada) | 12.                  |
| 104                  | Andrey Amador (CRC)        | 94.                  |
| 105                  | Michał Kwiatkowski (POL)   | 101.                 |
| 107                  | Elia Viviani (ITA)         | 103.                 |

| Intermarché-Wanty-Gobert Matériaux IWG | Intermarché-Wanty-Gobert Matériaux IWG | Intermarché-Wanty-Gobert Matériaux IWG |
| -------------------------------------- | -------------------------------------- | -------------------------------------- |
| Num                                    | Ciclista                               | Pos                                    |
| 111                                    | Louis Meintjes (RSA)                   | 17.                                    |
| 112                                    | Tom Devriendt (BEL)                    | 98.                                    |
| 113                                    | Jan Hirt (CZE)                         | 24.                                    |
| 114                                    | Julius Johansen (DEN)                  | 106.                                   |
| 115                                    | Rein Taaramäe (EST) (CRI)              | 27.                                    |

| Israel-Premier Tech IPT | Israel-Premier Tech IPT | Israel-Premier Tech IPT |
| ----------------------- | ----------------------- | ----------------------- |
| Num                     | Ciclista                | Pos                     |
| 121                     | Rudy Barbier (FRA)      | 95.                     |
| 122                     | Sebastian Berwick (AUS) | 22.                     |
| 123                     | Alex Dowsett (GBR)      | 114.                    |
| 124                     | Daryl Impey (RSA)       | 53.                     |
| 125                     | Taj Jones (AUS)         | 100.                    |
| 126                     | Rick Zabel (GER)        | 83.                     |

| Jumbo-Visma TJV | Jumbo-Visma TJV             | Jumbo-Visma TJV |
| --------------- | --------------------------- | --------------- |
| Num             | Ciclista                    | Pos             |
| 131             | Tom Dumoulin (NED) (CRI)    | 41.             |
| 132             | Koen Bouwman (NED)          | 28.             |
| 133             | Chris Harper (AUS)          | 13.             |
| 134             | Olav Kooij (NED)            | 107.            |
| 135             | Timo Roosen (NED) (estrada) | 56.             |
| 136             | Jos van Emden (NED)         | 54.             |

| Lotto-Soudal LTS | Lotto-Soudal LTS          | Lotto-Soudal LTS |
| ---------------- | ------------------------- | ---------------- |
| Num              | Ciclista                  | Pos              |
| 141              | Jarrad Drizners (AUS)     | NP-7             |
| 142              | Matthew Holmes (GBR)      | 32.              |
| 143              | Michaek Schwarzmann (GER) | 108.             |
| 144              | Xandres Vervloesem (BEL)  | 63.              |

| Movistar Team MOV | Movistar Team MOV                  | Movistar Team MOV |
| ----------------- | ---------------------------------- | ----------------- |
| Num               | Ciclista                           | Pos               |
| 151               | Carlos Verona (ESP)                | 6.                |
| 152               | William Barta (USA)                | 40.               |
| 153               | Mathias Norsgaard (DEN)            | 57.               |
| 154               | Max Kanter (GER)                   | 85.               |
| 155               | Óscar Rodríguez Garaicoechea (ESP) | 20.               |
| 156               | Sergio Samitier (ESP)              | 55.               |
| 157               | Albert Torres (ESP)                | 44.               |

| Quick-Step Alpha Vinyl QST | Quick-Step Alpha Vinyl QST | Quick-Step Alpha Vinyl QST |
| -------------------------- | -------------------------- | -------------------------- |
| Num                        | Ciclista                   | Pos                        |
| 161                        | Mark Cavendish (GBR)       | 88.                        |
| 163                        | Fausto Masnada (ITA)       | 26.                        |
| 164                        | Michael Mørkøv (DEN)       | 74.                        |
| 165                        | Stijn Steels (BEL)         | 80.                        |
| 166                        | Stan Van Tricht (BEL)      | 78.                        |
| 167                        | Ethan Vernon (GBR)         | 82.                        |

| BikeExchange-Jayco BEX | BikeExchange-Jayco BEX  | BikeExchange-Jayco BEX |
| ---------------------- | ----------------------- | ---------------------- |
| Num                    | Ciclista                | Pos                    |
| 171                    | Dylan Groenewegen (NED) | 102.                   |
| 172                    | Sam Bewley (NZL)        | 122.                   |
| 173                    | Kaden Groves (AUS)      | 118.                   |
| 174                    | Damien Howson (AUS)     | 29.                    |
| 175                    | Luka Mezgec (SLO)       | 89.                    |
| 176                    | Kelland O'Brien (AUS)   | 121.                   |
| 177                    | Campbell Stewart (NZL)  | 111.                   |

| Team DSM DSM | Team DSM DSM             | Team DSM DSM |
| ------------ | ------------------------ | ------------ |
| Num          | Ciclista                 | Pos          |
| 181          | Romain Bardet (FRA)      | 9.           |
| 182          | Thymen Arensman (NED)    | 16.          |
| 183          | Cees Bol (NED)           | 104.         |
| 184          | Alberto Dainese (ITA)    | 67.          |
| 185          | Andreas Leknessund (NOR) | 18.          |
| 186          | Niklas Märkl (GER)       | 90.          |
| 187          | Joris Nieuwenhuis (NED)  | DNF-7        |

| Trek-Segafredo TFS | Trek-Segafredo TFS   | Trek-Segafredo TFS |
| ------------------ | -------------------- | ------------------ |
| Num                | Ciclista             | Pos                |
| 191                | Marc Brustenga (ESP) | 99.                |
| 192                | Dario Cataldo (ITA)  | 25.                |
| 193                | Jakob Egholm (DEN)   | 110.               |
| 194                | Emīls Liepiņš (LAT)  | 87.                |
| 195                | Simon Pellaud (SUI)  | 47.                |

Convenções:
- AB-N: Abandono na etapa "N"
- FLT-N: Retiro por chegada fora do limite de tempo na etapa "N"
- NTS-N: Não tomou a saída para a etapa "N"
- DES-N: Desclassificado ou expulsado na etapa "N"

## UCI World Ranking
O UAE Tour outorgou pontos para o UCI World Ranking para corredores das equipas nas categorias UCI WorldTeam, UCI ProTeam e Continental. As seguintes tabelas são o barómetro de pontuação e os dez corredores que obtiveram mais pontos:
| Posição             | 1.º | 2.º | 3.º | 4.º | 5.º | 6.º | 7.º | 8.º | 9.º | 10.º | 11.º | 12.º | 13.º | 14.º | 15.º-20.º | 21.º-30.º | 31.º-50.º | 51.º-55.º | 56.º-60.º |
| Classificação geral | 300 | 250 | 215 | 175 | 120 | 115 | 95  | 75  | 60  | 50   | 40   | 35   | 30   | 25   | 20        | 12        | 5         | 2         | 1         |
| Por etapa           | 40  | 15  | 6   |     |     |     |     |     |     |      |      |      |      |      |           |           |           |           |           |
| Líder               | 6   |     |     |     |     |     |     |     |     |      |      |      |      |      |           |           |           |           |           |

| Classificação |                   |                    |       |       |       |       |
| Posição       | Ciclista          | Equipa             | Geral | Etapa | Líder | Total |
| ------------- | ----------------- | ------------------ | ----- | ----- | ----- | ----- |
| 1.º           | Tadej Pogačar     | UAE Emirates       | 300   | 80    | 18    | 398   |
| 2.º           | Adam Yates        | Ineos Grenadiers   | 250   | 30    | -     | 280   |
| 3.º           | Pello Bilbao      | Bahrain Victorious | 215   | 6     | -     | 221   |
| 4.º           | Aleksandr Vlasov  | Bora-Hansgrohe     | 175   | 6     | -     | 181   |
| 5.º           | João Almeida      | UAE Emirates       | 120   | -     | -     | 120   |
| 6.º           | Carlos Verona     | Movistar           | 115   | -     | -     | 115   |
| 7.º           | Jasper Philipsen  | Alpecin-Fenix      | -     | 95    | 12    | 107   |
| 8.º           | Rafał Majka       | UAE Emirates       | 95    | -     | -     | 95    |
| 9.º           | Geoffrey Bouchard | AG2R Citroën       | 75    | -     | -     | 75    |
| 10.º          | Romain Bardet     | DSM                | 60    | -     | -     | 60    |